# 船橋市立金杉小学校
船橋市立金杉小学校（ふなばししりつ かなすぎしょうがっこう）は、千葉県船橋市金杉八丁目にある公立小学校。

## 所在
千葉県船橋市金杉八丁目10番1号

## 交通
- 京成松戸線滝不動駅より徒歩　25分
- JR総武線船橋駅北口より京成バス御瀧不動、三咲駅、鎌ヶ谷大仏駅、小室駅行き　桜ヶ丘バス停下車　徒歩5分
- JR総武線船橋駅北口より京成バス金杉台団地行き　金杉中央バス停下車　徒歩15分